# Griekenland op de Olympische Zomerspelen 1956
Griekenland nam deel aan de Olympische Zomerspelen 1956 in Melbourne, Australië. Voor het eerst sinds 1920 werd weer een medaille gewonnen.

## Medailleoverzicht
| Sport    | Olympiër          | Discipline               | Medaille |
| -------- | ----------------- | ------------------------ | -------- |
| Atletiek | Georgios Roubanis | polsstokhoogspringen (m) | Brons    |

## Deelnemers en resultaten

### Atletiek
| Olympiër                 | Discipline               | Resultaat    | Prestatie                                            |
| ------------------------ | ------------------------ | ------------ | ---------------------------------------------------- |
| Evangelos Depastas       | 800m (m)                 | halve finale | serie 2: 3de in 1.53,1 halve finale 2: 8ste          |
| Dimitrios Konstantinidis | 800m (m)                 | 20e          | serie 1: 5de in 1.52,7                               |
| Evangelos Depastas       | 1500m (m)                | 24e          | serie 2: 7de in 3.52,0                               |
| Georgios Papavassiliou   | 1500m (m)                | 28e          | serie 3: 9de in 3.57,0                               |
| Ioannis Kambadelis       | 110m horden (m)          | 21e          | serie 4: 5de in 15,1                                 |
| Ioannis Kambadelis       | 400m horden (m)          | 12e          | serie 4: 2de in 53,7 halve finale 2: 6de in 53,8     |
| Georgios Papavassiliou   | 3000m steeplechase (m)   | 13e          | serie 1: 8ste in 8.55,6                              |
| Georgios Roubanis        | polsstokhoogspringen (m) | Brons        | kwalificatie: 5de met 4,15m finale: 3de met 4,50m    |
| Georgios Tsakanikas      | kogelstoten (m)          | 8e           | kwalificatie: 7de met 15,99m finale: 8ste met 16,56m |

### Roeien
| Olympiër              | Discipline | Resultaat | Prestatie                                           |
| --------------------- | ---------- | --------- | --------------------------------------------------- |
| Nicolas Hatziyakounis | skiff (m)  | 11e       | serie 2: 4de in 7.51,5 herkansingen: 2de in 11.00,4 |

### Schietsport
| Olympiër           | Discipline              | Resultaat | Prestatie             |
| ------------------ | ----------------------- | --------- | --------------------- |
| Vangelis Khrysafis | 25m snelvuurpistool (m) | 21e       | 553 punten: (275-278) |
| Ioannis Koutsis    | trap (m)                | 12e       | 175 punten            |

### Worstelen
| Olympiër            | Discipline  | Resultaat   | Prestatie                                                                                |
| Vrije stijl         | Vrije stijl | Vrije stijl | Vrije stijl                                                                              |
| ------------------- | ----------- | ----------- | ---------------------------------------------------------------------------------------- |
| Spyros Defteraios   | -87kg (m)   | 12e         | 1ste ronde: V van IRL Martina                                                            |
| Grieks-Romeins      |             |             |                                                                                          |
| Antonios Georgoulis | +87kg (m)   | 7e          | 1ste ronde: W van AUS Zammit 2de ronde: V van TUR Kaplan 3de ronde: V van ITA Bulgarelli |

### Zeilen
| Olympiër                       | Discipline   | Resultaat | Prestatie                           |
| ------------------------------ | ------------ | --------- | ----------------------------------- |
| Stylianos Bonas Spiridon Bonas | 12m² sharpie | 12e       | 1137 punten: (9-12-10-DNF-10-12-11) |

Afghanistan · Argentinië · Australië · Bahama's · België · Bermuda · Birma · Brazilië · Brits-Guiana · Bulgarije · Cambodja* · Canada · Ceylon · Chili · Colombia · Cuba · Denemarken · Duits eenheidsteam · Egypte* · Ethiopië · Fiji · Filipijnen · Finland · Frankrijk · Griekenland · Groot-Brittannië · Hongarije · Hongkong · Ierland · IJsland · India · Indonesië · Iran · Israël · Italië · Jamaica · Japan · Joegoslavië · Kenia · Liberia · Luxemburg · Malakka · Mexico · Nederland* · Nieuw-Zeeland · Nigeria · Noord-Borneo · Noorwegen · Oeganda · Oostenrijk · Pakistan · Peru · Polen · Portugal · Puerto Rico · Roemenië · Singapore · Sovjet-Unie · Spanje* · Taiwan · Thailand · Trinidad en Tobago · Tsjecho-Slowakije · Turkije · Uruguay · Venezuela · Verenigde Staten · Vietnam · Zuid-Afrika · Zuid-Korea · Zweden · Zwitserland*

*alleen deelgenomen in Stockholm